# Raspailia frondula
Raspailia frondula är en svampdjursart som först beskrevs av Thomas Whitelegge 1907.  Raspailia frondula ingår i släktet Raspailia och familjen Raspailiidae. Inga underarter finns listade i Catalogue of Life.